# Confédération Construction Wallonne
Pour les articles homonymes, voir CCW.
La Confédération Construction Wallonne (CCW), créée en 1990, est l'antenne wallonne de la Confédération Construction, bi-communautaire. Sa création répond à la régionalisation de la Belgique. La CCW est l'interlocuteur privilégié du secteur de la construction pour la Région wallonne et la Fédération Wallonie-Bruxelles.
La fédération compte plus de 5000 affiliés pour lesquels elle propose une aide et une information.

## Liens
- Le site de la CCW